# Southeast Piscataquis
Southeast Piscataquis es un territorio no organizado ubicado en el condado de Piscataquis en el estado estadounidense de Maine. En el Censo de 2010 tenía una población de 253 habitantes y una densidad poblacional de 2,56 personas por km².

## Geografía
Southeast Piscataquis se encuentra ubicado en las coordenadas 45°10′15″N 68°54′50″O / 45.17083, -68.91389. Según la Oficina del Censo de los Estados Unidos, Southeast Piscataquis tiene una superficie total de 98.9 km², de la cual 94.09 km² corresponden a tierra firme y (4.86%) 4.8 km² es agua.

## Demografía
Según el censo de 2010, había 253 personas residiendo en Southeast Piscataquis. La densidad de población era de 2,56 hab./km². De los 253 habitantes, Southeast Piscataquis estaba compuesto por el 98.02% blancos, el 0% eran afroamericanos, el 0.79% eran amerindios, el 0% eran asiáticos, el 0% eran isleños del Pacífico, el 0.4% eran de otras razas y el 0.79% pertenecían a dos o más razas. Del total de la población el 1.19% eran hispanos o latinos de cualquier raza.